# Municipiile Japoniei
Municipiul (市 shi?) este o unitate administrativă în Japonia. Spre deosebire de orașe (町 machi, chō?) și sate (村 mura, son?), municipiile nu intră în componența districtelor (郡 gun?), ci sunt subordonate direct prefecturilor.
La 1 octombrie 2018 în Japonia există 792 municipii.